# 拼多多
拼多多（拼音: Pinduoduo、ピンドゥオドゥオ、ピンドウドウ）は、共同購入のシステムを持つ中国のECプラットフォームである。
黄崢により、上海尋夢信息技術有限公司 (Shanghai Dream Information Technology Co., Ltd.) として2015年の9月に設立された。

## 歴史
- 2015年9月、上海で設立。
- 2016年7月、テンセント、高榕キャピタル、ニューホライズンキャピタルにより1億1000万ドル以上をシリーズBラウンドで出資を受ける。
- 2018年までに、ユーザー数は2億人を超える見込みで、取引総額も1000億元を超える。1日あたりの注文数はタオバオに次いで2位となる[1]。
- 2018年7月26日、NASDAQ証券取引所にティッカーシンボル:PDDとして上場。公募価格は19ドルであった[2]。同社は16億ドルを調達し、2018年最大の新規株式公開の一つとなった[3]。
- 2019年2月、10億ドルを超える株式を追加で公開することを発表した。これらの株式には、既存のものと、会社が新たに発行するものがどちらも含まれる[4]。
- 2021年3月、拼多多の利用者数は2020年12月時点でアリババを超えて中国1位となったと報道された。これは拼多多が農村部でのシェアを拡大したことによるもので、取引高で見れば依然アリババが1位のままである[5]。
- 2022年2月、関連企業のTemuが事業を始める[6]。
- 2023年3月、Google Playはマルウェアの疑いからアプリを停止した[7]。

## 論争
- 2018年6月7日、『法制晩報』が「違法で暴力的な商品が多く販売されている」と報道し、安い商品を買うことができる一方で、ポルノ、暴力などの違法的なものが多くあるとした。刃物、偽基地局装置（中国国内では偽の携帯基地局が問題となっている[8]）、バイクのナンバープレート、ダッチワイフなどが含まれているという[9]。
- 2019年1月20日、拼多多は数千万元相当の割引券が盗まれたと発表した[10]。オンライン上の集団が拼多多のシステム上の欠陥を利用して盗み出した。拼多多はこの事件を警察に通報している。
- 2021年1月、月当たり300時間の長時間労働による社員の過労死や自殺が相次いだ問題が浮上し、中国のネットで「996工作制」のブラック企業との批判を受けた[11]。